# National Steel

Ehemaliges Logo (1986–2003)

Die National Steel Corporation war ein wichtiger US-amerikanischer Stahlhersteller. Er wurde 1929 durch eine Fusion der Weirton Steel mit einigen Assets der Great Lakes Steel Corporation und der M.A. Hanna Company gegründet. Trotz des schwierigen Marktumfeldes während der Weltwirtschaftskrise 1930 erwirtschaftete das Unternehmen einen Gewinn von 8,4 Mio. US$. Auch 1931 war das Unternehmen, anders als viele seiner Wettbewerber, profitabel. Der Stahlhersteller verdankte seinen Erfolg zu vorderst seinem Absatz bei der Automobilindustrie. Große Teile seiner Stahlhütten befanden sich nahe Detroit in Michigan, was mit niedrigen Transportkosten durch Schiffstransporte insbesondere zur benachbarten Autoindustrie verbunden war. Nicht zuletzt aus diesem Grund blieb National Steel jedes Jahr während der Weltwirtschaftskrise profitabel.

## Nachkriegsjahre
Die Nachkriegsjahre waren mit Rekordgewinnen für National Steel verbunden, weil eine hohe Nachfrage nach Stahl bestand. Das Unternehmen blieb auch in den 1970er Jahren profitabel, obwohl dieses Jahrzehnt mit einigen Einbrüchen verbunden war. Die Zunahme von Importstahl wurde oft als Ursache angeführt. Die Übernahme von United Financial, einer Spar- und Darlehenskasse, 1979 verschärfte die Probleme.

## 1980er Jahre
Ab 1980 verzeichnete das im Dow Jones börsennotierte Unternehmen in seinen Kernaktivitäten einen ernsthaften Rückgang der Nachfrage und der daraus resultierenden Gewinne. Der Umsatz beschrieb mit einem steilen Anstieg und einem scharfen Rückgang im Folgejahr eine Achterbahn aufgrund steigender Importe und geringer Nachfrage. 1983 akzeptierten die Aktionäre die Gründung der National Intergroup als Holding, in der viele Stahleinheiten aufgehen sollten. Die Unternehmensreorganisation war ein weiterer Schritt in einem 1982 begonnenen Prozess, der aus dem Konzern sechs unabhängige Einheiten schuf. Die Absicht bestand in einem besseren Management des diversifizierten Konzerns, in dem Stahl-, Aluminium- und Finanzaktivitäten zusammengefasst waren. Im gleichen Jahr kauften die Beschäftigten des Weirton-Walzwerks ihre Fabrik National Steel ab, um es als ein unabhängiges Arbeitnehmer geführtes Unternehmen fortzuführen.
Im Februar 1984 erwarb Nippon Kokan K.K., ein großer japanischer Stahlhersteller, einen Anteil von 50 % an National Steel im Wert von US$ 292 Mio. von National Intergroup. Später stockte das japanische Unternehmen seinen Anteil um 20 % des Aktienanteils auf. Die National Intergroup war stark daran interessiert, das Stahlgeschäft abzustoßen. Das Unternehmen durchlief schwere Zeiten mit Massenentlassungen, die 1991 mit einem ersten Bankrott endeten.

## 1990er Jahre
1991 kündigte National Steel an, seinen langjährigen Sitz von Pittsburgh nach South Bend (Indiana) zu verlagern.
1994 sorgte es für Aufregung in der Industrie, als es nahezu alle seine Vizepräsidenten zusammen mit seinem Präsidenten und CFO feuerte und durch nahezu die komplette Spitze der US Steel Gary Works einschließlich V. John Goodwin ersetzte, der zum neuen Präsidenten von National Steel ernannt wurde. US Steel war verärgert und strengte einen Prozess an, der in einem außergerichtlichen Vergleich endete. Dennoch hatten die drastischen Personalwechsel nur geringe Wirkung, als Goodwin infolge eines Streits mit den japanischen Anteilseignern 1996 ausschied. 1998 hatten nahezu alle „Auswanderer“ das Schiff verlassen.

## 2000er Jahre
Die dunkelsten Tage des Managements von National Steel brachen im Jahre 2000 an, als ein interner Prüfer aufgrund eines Tipps entdeckte, dass der langjährige Mitarbeiter James Squires Millionen Dollars aus einer Kick-back-Bestechung von einem Schrott-Lieferanten erhalten hatte. Dies war besonders schmerzhaft, weil Squires als Selfmademan angesehen worden war, der im Laufe einer 42-jährigen Karriere vom Arbeiter im Walzwerk zum Vizepräsidenten aufgestiegen war und an der Spitze der Finanzverwaltung gestanden hatte. Gleichwohl wurde Squires im August 2001 vom Bundesgericht beschuldigt, Kickbacks erhalten zu haben und 2002 zu einer zweijährigen Haftstrafe verurteilt. In einem Zivilprozess wurde er gezwungen, National Steel ungefähr 3 Mio. US$ Schadensersatz zu zahlen. In seinem Schlusswort vor seiner Verurteilung räumte Squires entschuldigend ein, die unsauberen Zahlungen genommen zu haben, weil das Unternehmen die „Harvard MBAs“ schneller befördert habe als ihn.

## Insolvenz
In den folgenden Jahren schlitterte das Unternehmen immer tiefer in Probleme, behindert durch ein unentschlossenes Management. 2002 wurde als Resultat einer tiefen Depression in Kombination mit einem zaudernden Management der letzte Bankrott erreicht.
Das Unternehmen erfreute sich seit den späten 1970er Jahren keiner ausgedehnten profitablen Periode. Als es im März 2002 insolvent war, stand einem Vermögen von US$ 2,3 Mrd. eine Verschuldung von US$ 2,6 Mrd. gegenüber. Nach einem Bieterwettbewerb zwischen AK Steel und US Steel wurden die Überreste von National Steel im Mai 2003 an US Steel für US$ 850 Mio. gegen die schuldbefreiende Übernahme von US$ 200 Mio. verkauft.